# Pachyopsis laetus
Pachyopsis laetus är en insektsart som beskrevs av Philip Reese Uhler 1877. Pachyopsis laetus ingår i släktet Pachyopsis och familjen dvärgstritar. Inga underarter finns listade i Catalogue of Life.